# Dario Braga
Dario Braga (Bologna, 8 aprile 1953) è un chimico italiano.

## Biografia
È stato Prorettore alla Ricerca dell'Alma Mater Studiorum Università di Bologna dal 2009 al 2015. Ha diretto l'Istituto di studi avanzati dell'università di Bologna, facente parte dell'Istituto di studi superiori (ISS) dell'ateneo.
Dal 2001 al 31 ottobre 2006 ha diretto il Collegio superiore, anch'esso appartenente all'ISS. Dario Braga è stato vice Presidente di ASTER, il consorzio delle Università, dei centri di ricerca e della Regione Emilia Romagna.
È docente ordinario di chimica presso la medesima università ed ha pubblicato oltre 500 articoli e reviews e contributi a libri con circolazione internazionale ed ha tenuto oltre 200 tra seminari e conferenze scientifiche. È tra i più citati chimici italiani (H-index al 2018 pari a 58).
Dopo aver dedicato i primi anni di ricerca allo studio dei composti a cluster metallici, si è occupato sempre di più di chimica supramolecolare dello stato solido. In Italia ha aperto il campo di ricerca dell'"ingegneria dei cristalli molecolari" (Molecular Crystal Engineering) . I campi di ricerca in cui è particolarmente attivo sono:
- lo studio del polimorfismo nei materiali cristallini molecolari, con attenzione specifica al polimorfismo dei farmaci;
- la preparazione e l'impiego di materiali molecolari per la cattura ed il rilevamento di molecole gassose;
- l'impiego di metodiche "solvent-free" e di reazioni allo stato solido per la preparazione di materiali cristallini a base molecolare
- la preparazione e caratterizzazione di co-cristalli ionici sia per applicazioni farmaceutiche sia per la produzione di materiali luminescenti
- la preparazione e caratterizzazione di MOFs (metal organic frameworks) fosforescenti e fluorescenti.

È stato il primo editore scientifico della rivista CrystEngComm pubblicato dalla Royal Society of Chemistry britannica, ed è stato membro dell'international advisory board di Chemical Communications e di Dalton Transactions.
Dario Braga è socio fondatore dello spinoff PolyCrystalLine.
Dario Braga è membro dell'Istituto di Bologna della Accademia delle Scienze.
Dario Braga è attualmente Professore dell'Alma Mater e Professore a contratto a titolo gratuito dell'Università di Bologna.